# Cikánský důl
Cikánský důl je údolí ve skalách na jižním okraji obce Sloup v Čechách v okrese Česká Lípa v Libereckém kraji. Jeho hlavní dominantou jsou Velká a Malá cikánské jeskyně, které se nacházejí na katastrálním území Bukovan, jež jsou administrativně částí města Nového Boru.

## Bližší popis
Na křižovatce silnic na Zákupy, Bukovany a Sloup stojí restaurace U sedmi trpaslíků. Poblíž je i lesní skalní divadlo.

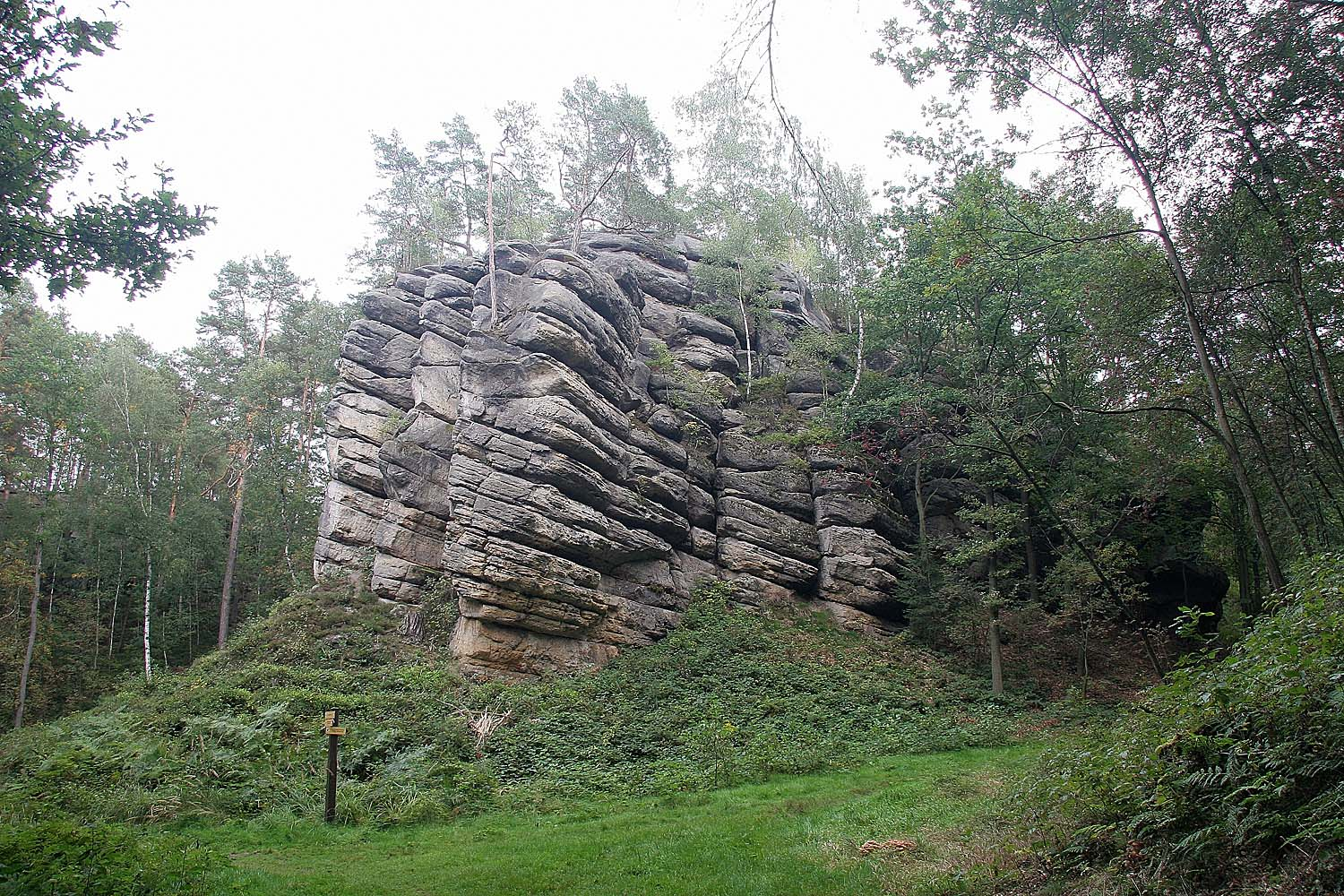
Na rozcestí uvnitř Cikánského dolu

Zhruba 20 metrů pod restaurací je rozcestník U sedmi trpaslíků, kde z zalesněném terénu začíná 600 metrů dlouhé údolí, sevřené pískovcovými skalami, kterým prochází od České Lípy vedoucí modře značená turistická trasa pro pěší turisty, kterou lze dojít ke skalnímu hradu Sloup. Ve skalách je celá řada převisů a jeskyní. Některé z nich byly vytvořeny uměle při těžbě brusného písku pro potřeby první sloupské brusírny zrcadel. Spodní část údolí vytvaroval zde tekoucí Dobranovský potok s přitékajícím Chotovickým potokem. Tábořili zde občas potulní cikáni, po nichž jsou pojmenovány jeskyně i celé údolí. Spodní část lokality je součástí žlutě vyznačeného okruhu sloupské naučné stezky. 
Důl je předělem dvou katastrálních území, Sloup – 750 654 a Bukovany – 675 897. Geomorfologicky náleží do Zákupské pahorkatiny. Údolí pro turisty zpřístupnil Horský spolek na konci 19. století.

## Velká cikánská jeskyně
Tato jeskyně s tradičním názvem Brechstuhe je zřejmě přírodního původu. Je to mohutný skalní převis, hluboký téměř 30 metrů, vysoký 3 a široký 15 metrů. Od restaurace a rozcestí U sedmi trpaslíků je zhruba 300 metrů daleko.

## Malá cikánská jeskyně
Asi 260 metrů vzdušnou čarou od velké je menší jeskyně vzniklá zřejmě v roce 1756 těžbou. Je široká zhruba 16 metrů, pod klenbou byly vytvořeny dva nosné skalní pilíře, hluboká je 6 metrů. Těžil se zde písek, ve východní části celé stavební kvádry. Na stěnách byly zachovány letopočty z let 1896 a novější.

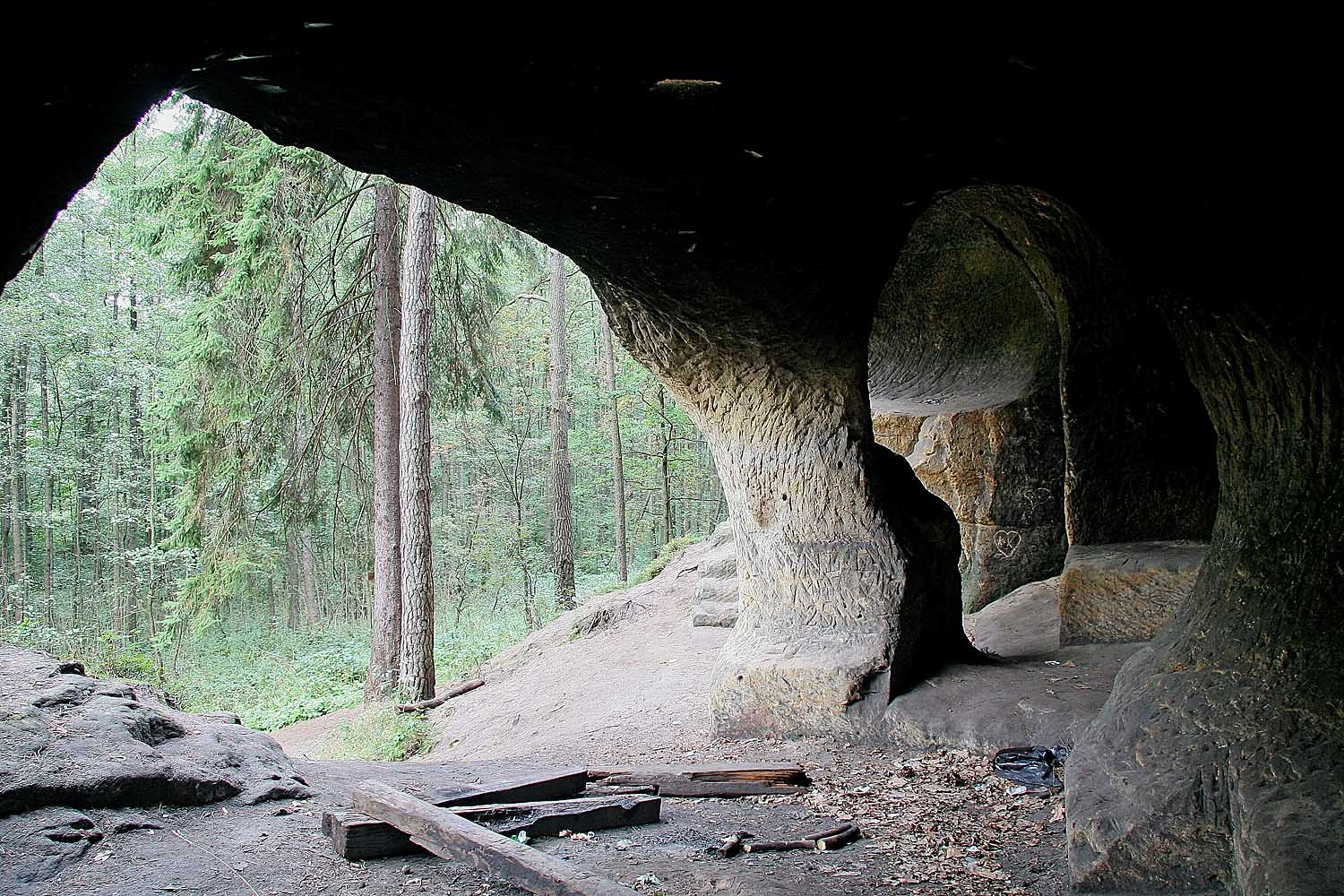
Malá cikánská jeskyně